# در هوای گرگ‌ومیش
در هوای گرگ و میش نخستین مجموعه داستان محسن عباسی است که در سال ۱۳۹۲ توسط انتشارات رخدادنو به چاپ رسید. این کتاب در سیزدهمین دورهٔ جایزهٔ ادبی گلشیری به‌طور مشترک برندهٔ جایزهٔ اول شد و در هفتمین دورهٔ جایزهٔ ادبی جلال آل احمد نیز کاندید بهترین مجموعه داستان کوتاه گردید. این کتاب در سال ۱۳۹۴ به چاپ دوم رسید.

## دربارهٔ در هوای گرگ و میش
مجموعه داستان در هوای گرگ و میش دارای مضامین اجتماعی است و روایتگر آدمهای تنهایی است که آرامش زندگی خود را از دست داده‌اند و امیدی به دستیابی آن ندارند اما خود به آن آگاه نیستند.

### داستانهای این مجموعه
- گاهی وقتها حالم را بپرس
- قضاوت دربارهٔ عشق
- در هوای گرگ و میش
- آن بیرون در تاریکی
- مرغ دریایی
- مسافر
- مهمانی خانوادگی
- خاطرات غمناک زندگی